# Fuga y misterio
Fuga y misterio es una composición musical de Astor Piazzolla, realizada en 1968, originalmente como parte del tango-operita María de Buenos Aires, pero la primera grabación de la pieza apareció, que la hizo muy popular en el álbum Pulsación de 1970. La pieza se suele tocar de forma individual, y se ha convertido en una de sus obras más populares y apreciadas.

## Contexto histórico
Piazzolla compuso la operita María de Buenos Aires en 1968, una obra que combina el tango con los elementos contrapuntísticos clásicos que el compositor aprendió y desarrolló con Nadia Boulanger, así como otros elementos de la milonga y el jazz.La obra fue compuesta luego de realizar estudios de composición con Nadia Boulanger, y corresponde a una etapa de gran productividad para Piazzolla, en la que estaba encontrando una identidad estilística.

## Estructura y estilo
Esta pieza es una fuga tanguificada, quinta parte de la operita María de Buenos Aires, que explora los elementos compositivos que Piazzolla aprendió de la tradición tanguística y la música clásica de occidente, como del barroco. Como señala Alejandra López; es: “un tema de claras raíces tanguísticas que por otro lado permite un análisis estructural según un esquema barroco y que es tratado compositivamente en forma fugada”.
Fuga y Misterio es una pieza instrumental realizada en dos partes ('fuga' y 'misterio'). La primera parte, 'Fuga' comienza con una voz solista agitada, originalmente un bandoneón, oscilando en una escala, y luego seguida por otros instrumentos. La segunda parte, el 'misterio', es lírica y melódica, basada en el tema principal de la operita. La melodía se va diluyendo hasta que se evapora.
En la pieza, Piazzolla utiliza ritmos asimétricos, con lo cual se va alejando de la métrica tradicional, binaria, del tango clásico. Con sus piezas tipo fuga, va acentuando ciertos elementos que otras piezas neobarrocas clásicas no hacen, y así logra su identidad musical; a su vez que muestra el uso de texturas contrapuntísticas a partir de sus estudios de la música de Johann Sebastian Bach.

## Versiones
Además de la versión original, realizada dentro de la operita María de Buenos Aires, la pieza se ha tocado de forma independiente en diversos registros y conciertos, con distintas dotaciones instrumentales.
En 1972, Piazzolla la interpretó junto al Conjunto 9, en Roma, y quedó registrada como la primera pista del disco Roma 1972. En esta versión, la pieza fue interpretada por Piazzolla en el bandoneón; José Bragato en el violonchelo; Kicho Díaz en el contrabajo; Oscar López Ruiz en la guitarra; José Correale en las percusiones; Osvaldo Tarantino en el piano; Néstor Panik en la viola, y Antonio Agri en el violín. El álbum fue publicado en el sello CROWN en 1999.
El disco Fuga y misterio, del guitarrista Odair Assad, fue publicado por GHA Records en 1998. En la última pista fue grabada Fuga y misterio en una versión para violín (Fernando Suárez Paz) y dos guitarras, interpretadas por Odair y Sérgio Assad.
En 2000, los 12 violonchelistas de la Orquesta Filarmónica de Berlín, lanzaron el disco South American Getaway: The Rich and Captivating Sound of South America and Tango, en el que interpretaron Fuga y misterio en la cuarta pista. El disco fue producido por EMI Classics.En 2002, esta versión salió en el disco The Tango Way: The Classic Way.
En 2002, la agrupación Tango Futur, integrada por Max Bonnay (bandoneón), Éric Chalan (contrabajo), Odile Catelin-Delangle (piano) y Claude Delangle (saxofón soprano), interpretaron la obra para el disco Paris - Buenos Aires, de BIS.